# Shihuang (köpinghuvudort i Kina, Zhejiang Sheng, lat 29,54, long 120,65)
Shihuang (kinesiska: 石璜, 石璜镇) är en köpinghuvudort i Kina. Den ligger i provinsen Zhejiang, i den östra delen av landet, omkring 92 kilometer sydost om provinshuvudstaden Hangzhou. Antalet invånare är 22 292. Befolkningen består av 10 713 kvinnor och 11 579 män. Barn under 15 år utgör 10,0 %, vuxna 15-64 år 75 %, och äldre över 65 år 14,0 %.
Runt Shihuang är det tätbefolkat, med 343 invånare per kvadratkilometer. Närmaste större samhälle är Ganlin, 6,3 km öster om Shihuang. I omgivningarna runt Shihuang växer i huvudsak blandskog.
Genomsnittlig årsnederbörd är 2 209 millimeter. Den regnigaste månaden är juni, med i genomsnitt 377 mm nederbörd, och den torraste är januari, med 70 mm nederbörd.